# Stipe Žunić
Stipe Žunić (Zara, 13 dicembre 1990) è un pesista e giavellottista croato.

## Palmarès
| Anno | Manifestazione          | Sede           | Evento                 | Risultato | Prestazione | Note                                     |
| ---- | ----------------------- | -------------- | ---------------------- | --------- | ----------- | ---------------------------------------- |
| 2007 | Mondiali allievi        | Ostrava        | Getto del peso         | 29º       | 17,12 m     |                                          |
| 2007 | Mondiali allievi        | Ostrava        | Lancio del giavellotto | 7º        | 70,25 m     |                                          |
| 2008 | Mondiali juniores       | Bydgoszcz      | Lancio del giavellotto | 18º       | 62,44 m     |                                          |
| 2009 | Europei juniores        | Novi Sad       | Lancio del giavellotto | 9º        | 69,20 m     |                                          |
| 2009 | Europei juniores        | Novi Sad       | Lancio del disco       | 11º       | 54,96 m     |                                          |
| 2011 | Europei under 23        | Ostrava        | Lancio del giavellotto | 11º       | 69,53 m     |                                          |
| 2014 | Europei                 | Zurigo         | Getto del peso         | 4º        | 20,68 m     | Miglior prestazione personale            |
| 2015 | Europei indoor          | Praga          | Getto del peso         | 7º        | 20,28 m     |                                          |
| 2016 | Europei                 | Amsterdam      | Getto del peso         | 8º        | 19,95 m     |                                          |
| 2016 | Olimpiadi               | Rio de Janeiro | Getto del peso         | 11º       | 20,04 m     |                                          |
| 2017 | Europei indoor          | Belgrado       | Getto del peso         | 5º        | 21,04 m     | Miglior prestazione personale stagionale |
| 2017 | Mondiali                | Londra         | Getto del peso         | Bronzo    | 21,46 m     |                                          |
| 2018 | Giochi del Mediterraneo | Tarragona      | Getto del peso         | Argento   | 20,21 m     |                                          |
| 2018 | Europei                 | Berlino        | Getto del peso         | 7º        | 20,73 m     |                                          |